# Вулканоиды
Вулкано́иды — гипотетические астероиды, которые могут иметь орбиту в динамически стабильной зоне между 0,08 и 0,21 а. е. от Солнца, то есть внутри орбиты Меркурия. Название пошло от гипотетической планеты Вулкан, которую безуспешно искали астрономы XIX века для объяснения избыточного смещения перигелия Меркурия. Впоследствии выяснилось, что аномальная орбита Меркурия является эффектом, который объясняется общей теорией относительности, вследствие чего отпадает необходимость в гипотезе о существовании Вулкана.
Вулканоиды до сих пор не были обнаружены, несмотря на многочисленные поиски с помощью наземных телескопов и недавние поиски, которые провела НАСА с использованием самолётов для полётов на большой высоте F/A-18 и суборбитальных ракет Black Brant. Поиски было чрезвычайно сложно проводить из-за яркости Солнца. Если вулканоиды и существуют, то предполагается, что их диаметр не превышает 5,7 км из-за предполагаемого альбедо, поскольку более крупные объекты были бы обнаружены ранее.
Тем не менее считается, что вулканоиды могут существовать, поскольку поисковый район гравитационно стабилен. Кроме того, испещрённая кратерами поверхность Меркурия может означать, что вулканоиды, вероятно, существовали на самой ранней стадии формирования Солнечной системы. Для будущих поисков вулканоидов, скорее всего, будут использованы небольшие телескопы космического базирования, способные вести наблюдения за околосолнечными областями.